# Храмы в блокадном Ленинграде

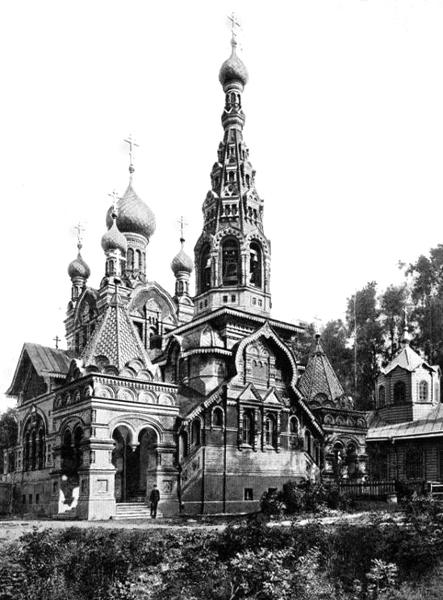
Большеохтинское кладбище Никольская церковь

Хра́мы в блока́дном Ленингра́де — храмы, действовавшие в период блокады Ленинграда во время Великой Отечественной войны.

## Блокада
В окружённом фашистами Ленинграде было восемь действующих храмов: Князь-Владимирский собор, Николо-Богоявленский Морской собор (Кафедральный), Спасо-Преображенский собор, Коломяжская и Троицкая (в Лесном) церкви, церкви при кладбищах — Волковском, Большеохтинском и Серафимовском. На богослужения в храмы, покрытые льдом и с окнами, заложенными мешками и забитыми фанерой (стёкла вылетали от вражеской канонады), приходило много народу. Об этом свидетельствуют слова протоиерея Богдана (Сойко), нынешнего настоятеля Николо-Богоявленского Морского собора, отметившего, что «людей на службах было достаточно много, приходили все, кто имел силы прийти». Обязательными были специальные молитвы о даровании победы воинству.
Во время блокады духовенство укрепляло дух жителей города и защитников Ленинграда: священники служили особый молебен «в нашествие супостатов», который был повсеместным в Отечественную войну 1812 года; собирали материальную помощь фронту — православные города собрали три миллиона рублей. Приходской совет Князь-Владимирского собора предложил открыть больницу для раненых и больных воинов, на её обустройство было передано 710 тысяч рублей. Священнослужители принимали от горожан тёплые вещи, в самые трудные дни от них поступало продовольствие. В начале военных действий Никольский собор выделил 385 тысяч рублей, в конце 1941 год взносы поступили от всех православных приходов Ленинграда на общую сумму 2 млн 144 тысяч рублей. В 1942 году население Ленинграда резко сократилось, но храмы отличались активной деятельностью, поскольку посещаемость храмов возросла, потребность в вере была сильнее страха. Церковь включалась в подписку на военные займы. Из пожертвований в 1942 и 1943 годах в фонд обороны Ленинграда было выделено 390 тысяч рублей одним только Князь-Владимирским собором. Митрополит Алексий внёс 50 тысяч рублей; протодиакона Л. И. Егоровского, сдавшего 49 тысяч рублей, персональной телеграммой поблагодарил Сталин.
Священники православных храмов показывали примеры удивительной стойкости, христианского терпения и выдержки в блокадном городе: проповеди давали надежду в то, что соборная молитва будет услышана. Духовенство, как и все жители блокадного города, участвовало в обороне города, многие входили в группы местной противовоздушной обороны (МПВО). Молодые священнослужители уходили в армию и партизаны, в народное ополчение, участвовали в оборонном строительстве. Например, архимандриту Владимиру Василеостровское райжилуправление 17 октября 1943 года выдало справку, в которой было написано, что он «состоит бойцом группы МПВО дома, активно участвует во всех мероприятиях обороны Ленинграда, несёт дежурства, участвовал в тушении зажигательных бомб».
Всем священнослужителям в блокадном Ленинграде выдавался паёк по самой маленькой карточке — иждивенческой, и среди них были смерти из-за голода, особенно в первую блокадную зиму: в Князь-Владимирском соборе в зиму 1941—1942 годов восемь членов клира скончались. Голодную зиму не пережил келейник митрополита Алексия — инок Евлогий. На Нюрнбергском процессе свидетелем выступал священник Николай Ломакин, который в блокаду служил благочинным церквей города, рассказавший, что в Ленинграде отпевали до тысячи покойников в день зимой 1942 года: вход в один из соборов был завален трупами — двери в храм сложно было открыть. В Серафимовской кладбищенской церкви в январе-апреле 1942 года по сути был морг — туда помещали тела умерших, в храмах проводили отпевания иногда по несколько тысяч в день.
Впервые с начала установления в России советской власти 12 ленинградских священнослужителей были награждены — в октябре 1943 года им были вручены медали «За оборону Ленинграда».